# Шетський сільський округ
Ше́тський сільський округ (каз. Шет ауылдық округі, рос. Шетский сельский округ) — адміністративна одиниця у складі Шетського району Карагандинської області Казахстану. Округ дав назву всьому району. Адміністративний центр — село Унрек.
Населення — 682 особи (2021; 968 у 2009, 1525 у 1999, 2718 у 1989).
Станом на 1989 рік існувала Шетська сільська рада (села Кармис, Кутибай, Тумсик, Унрек).

## Склад
До складу округу входять такі населені пункти:
| Населений пункт | Населення, осіб (1989) | Населення, осіб (1999) | Населення, осіб (2009) | Населення, осіб (2021) |
| --------------- | ---------------------- | ---------------------- | ---------------------- | ---------------------- |
| Карамис, село   | 471                    | 289                    | 209                    | 142                    |
| Куттибай, село  | 323                    | 221                    | 74                     | 26                     |
| Тумсик, село    | 290                    | 162                    | 144                    | 107                    |
| Унрек, село     | 1634                   | 853                    | 541                    | 407                    |